# Ephemera (imprimés)
Pour les articles homonymes, voir Ephemera (homonymie).

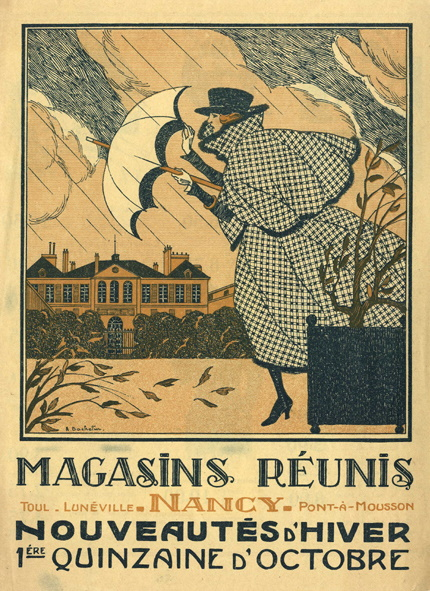
Couverture d'un catalogue de vente du début du XXe siècle, illustré par A. Bachelin et présentant les nouveautés d'hiver de la Maison des Magasins Réunis.

Les ephemera (prononcé \e.fe.me.ʁa\) sont des documents imprimés, pouvant présenter des éléments manuscrits, produits dans un but spécifique et non destinés à survivre au-delà de cet objectif. Pouvant être définis comme « transitoires », ils sont perçus comme essentiels au moment de leur production, mais deviendraient bons à jeter après leur usage. Ce sont par exemple des affiches, des dépliants publicitaires, des cartes de visite ou encore des programmes de théâtre.

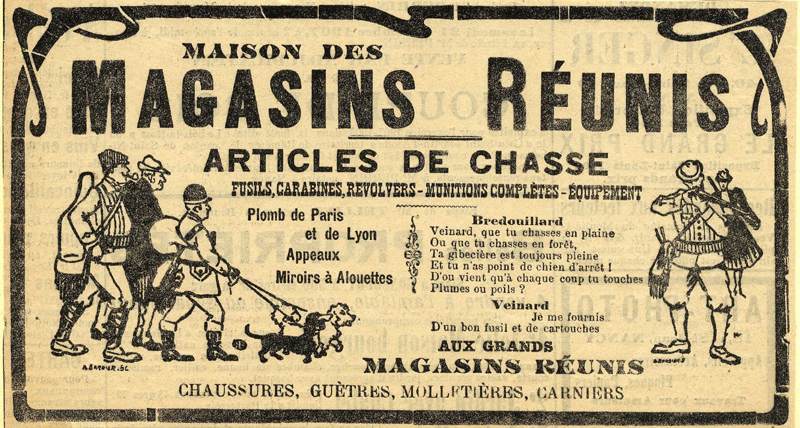
Encart publicitaire de presse du début du XXe siècle pour la Maison des Magasins Réunis, présentant des articles de chasse et illustré par Albert Barbier.

Si les chercheurs britanniques, premiers à avoir étudié cette production, utilisent principalement le terme d’ephemera pour la caractériser, certains spécialistes français lui préfèrent celui d’« éphémère », tandis que les espagnols utilisent celui de non libro (« non livre »), les allemands celui de Flügschriften (« brochure »), et certains collectionneurs l’expression « vieux papiers ».
C’est à partir de la Révolution industrielle que les ephemera connaissent un véritable essor. Cette période de progrès techniques est en effet propice à la mise en place d’une production de masse, notamment dans le domaine de l’impression, incitée par le développement parallèle du commerce, ou encore de la publicité.
Les ephemera deviennent ainsi des témoins uniques de la vie quotidienne, et revêtent une importance d’ordre documentaire et mémoriel. Ils sont des « fragment[s] d’histoire sociale, un reflet de l’esprit de [leur] temps ». De plus, leurs qualités esthétiques leur confèrent un fort pouvoir évocateur, utile par exemple à des fins de médiation d’une histoire locale.

## Étymologie et origine du terme
Le mot « ephemera » est dérivé des mots grecs epi (ἐπί), pouvant être traduit par « à travers », et hemera (ἡμέρα), faisant référence au « jour ». Il signifie ainsi « qui ne dure qu’un jour », et peut être utilisé aussi bien en qualité d’adjectif qu’en tant que nom commun, faisant notamment référence à des plantes et des insectes à la durée de vie limitée à quelques heures.
Le terme d’ephemera, entendu au sens d’une catégorie de documents imprimés, est consacré par John Lewis en 1962, avec son ouvrage Printed ephemera. Son équivalent français n’apparaît que 35 ans plus tard, en 1997, sous la plume de Nicolas Petit, dans le livre L’Éphémère, l’occasionnel et le non livre.

## Catégorisation et forme desephemera
Il est difficile de délimiter et classifier ce qui relève ou non des ephemera de par l’ampleur de cette production, sa labilité, sa conservation inégale et sa grande diversité. Un ensemble particulièrement riche au sein de celle-ci a néanmoins trait au secteur commercial. Peuvent ainsi être considérés comme des ephemera différents types de documents,,, :
| - catalogues - listes de prix - cartes publicitaires - papiers à en-tête - factures - reçus - prospectus - talons de billets - affiches - menus - cartes de visite - calendriers - faire-part | - cartons d’invitation - ex-libris - morceaux de journaux - fragments de lettres - listes de ménages - enveloppes, cartes postales - programmes de théâtre - chèques bancaires - cartes de bingo - tickets de bus - plans - timbres - partitions de musique |

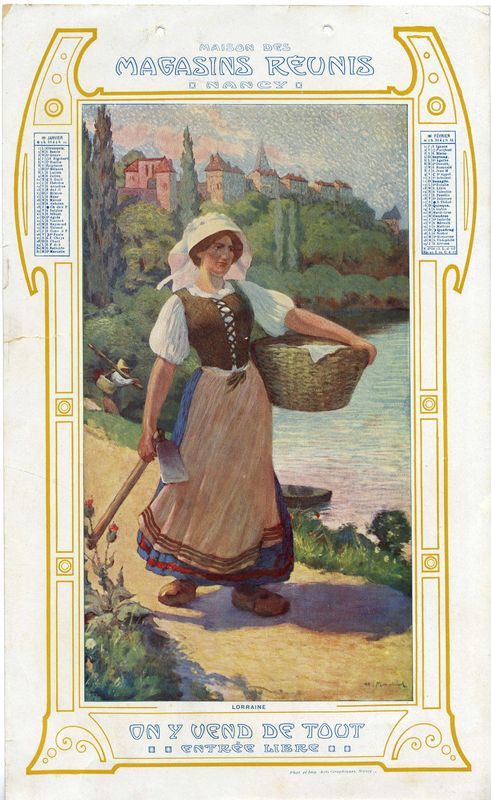
Calendrier publicitaire de la Maison des Magasins Réunis de Nancy illustré par Henri Marchal et représentant le mois de février (vers 1911).
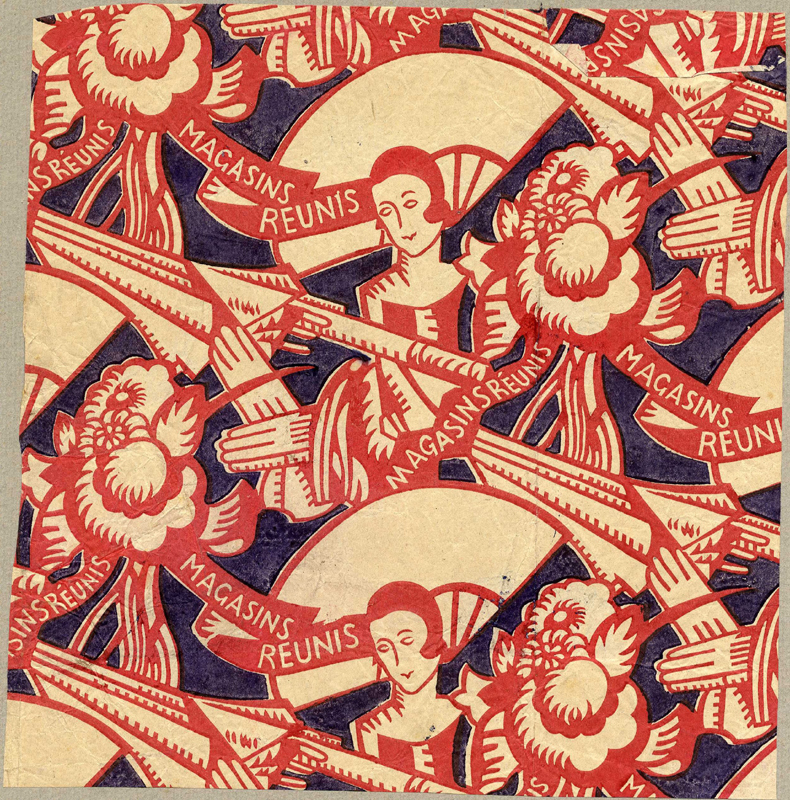
Papier d'emballage à en-tête de la Maison des Magasins Réunis réalisé dans le deuxième quart du XXe siècle.
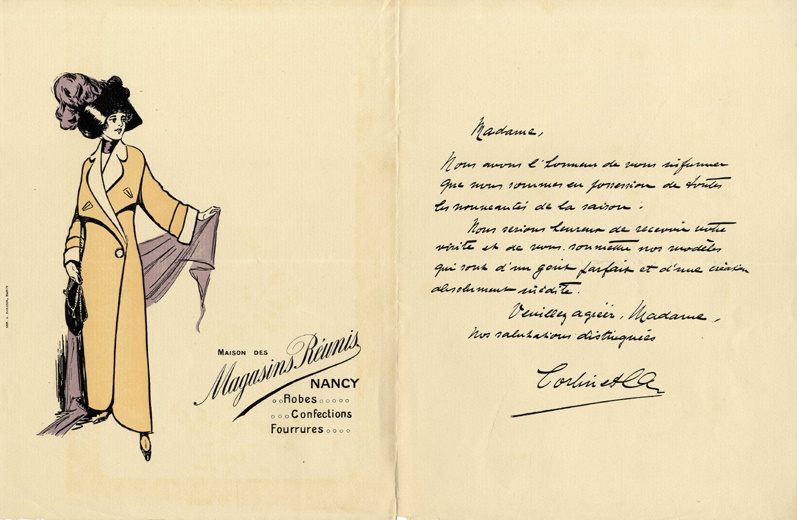
Carte d'invitation de la Maison des Magasins Réunis datant du début du XXe siècle et proposant aux clientes de venir découvrir les nouveautés de la saison.
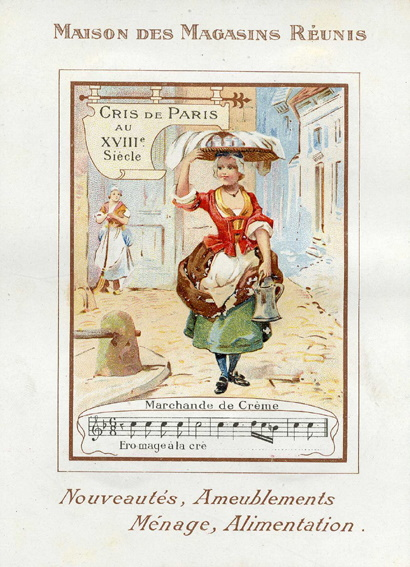
Publicité de la Maison des Magasins Réunis du début du XXe siècle associant la représentation d'une marchande de crème à une partition de musique.
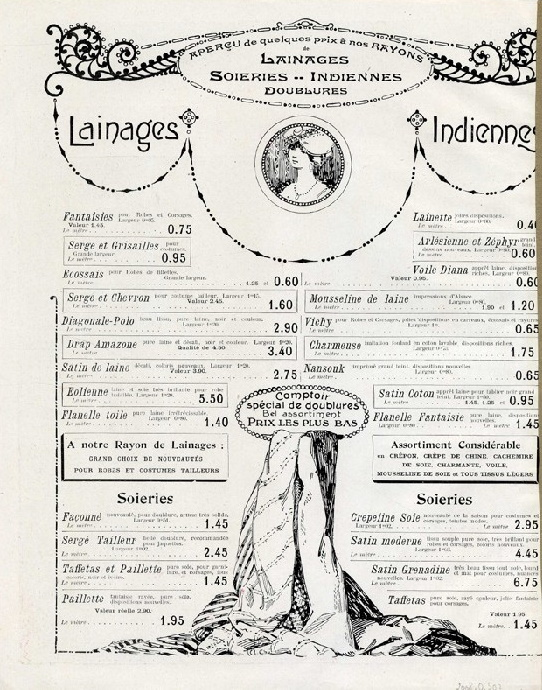
Publicité de la Maison des Magasins Réunis de Nancy, exposant une liste de lainages et d'indiennes avec leur prix (premier quart du XXe siècle)

## La collecte desephemera
Lorsque leur message devient obsolète, les ephemera perdent leur fonction d’usage et sont ainsi considérés comme des déchets. Bien souvent perçus comme des objets mineurs, ils ne seraient en effet pas dignes d’être conservés après leur utilisation. C’est pourquoi la majorité de ceux qui nous sont parvenus n’ont pu l’être que par le fruit du hasard, la mise de côté de ce type de documents étant une pratique sociale courante. Les ephemera deviennent ainsi une sorte d’« archive accidentelle ».

En entrant dans une collection, les ephemera peuvent néanmoins s’affranchir de leur rôle transitoire et entrer dans une temporalité plus durable, où ils acquièrent une certaine valeur monétaire et/ou historique. John Selden rappelle déjà avec humour en 1689 l'utilité de ces petits livrets ou feuilles volantes qu'il appelait alors des libels.
Bien qu'il existe des gens qui ne tiennent pas compte des libels, c'est grâce à eux que vous pouvez voir la direction du vent. Prenez une paille et jetez-la dans l'air... vous voyez ainsi comment le vent souffle, ce que vous ne pourrez pas faire en projetant une pierre. Les choses plus solides ne révèlent pas la complexion du temps aussi bien que les ballads et les libels.
Des pratiques de collectes volontaires ont ainsi pu être recensées dès l’Ancien Régime. Durant La Fronde (1648-1653), des particuliers rassemblent ainsi des mazarinades, des pamphlets publiés à l’encontre du Cardinal Mazarin, témoins de l'évènement vécu et d'une époque troublée. 
Au XIXe siècle, des collectionneurs passionnés s’érigent en spécialistes de cette production singulière et se rassemblent rapidement en sociétés d'amateurs. La première d’entre elles, l’association française « Le Vieux Papier », est créée en 1901. En 1975 est fondée une société britannique comparable, « The Ephemera Society », et en 1980 naît leur équivalent aux États-Unis, l'« Ephemera Society of America ». Ces différentes organisations sont encore aujourd’hui en activité, et publient régulièrement sur le sujet. 

À la même période, des figures individuelles pionnières d'une collecte raisonnée et généraliste d'ephemera émergent. C'est notamment le cas de John de Monins Johnson (en) (1882-1956). Papyrologue de profession, il est embauché par les Presses Universitaires d'Oxford alors que la hausse des tensions en Égypte entre 1913 et 1915 le force à rentrer au Royaume-Uni, et qu'il est jugé inapte à prendre part aux combats de la Première Guerre Mondiale,. Son accession au titre de "Printer to the University" en 1925, soit responsable de l'imprimerie de l'université, le place dans un environnement idéal pour la constitution d'un projet qu'il couvait depuis son retour au pays : la Collection of Printed Ephemera. Dans ses correspondances, il revient plus avant sur la genèse de ce projet : 
Je m’appliquai à travailler, d’abord timidement, mais bientôt avec plus d’assurance, sur ce qui avait trait au disparate du monde, afin d’en montrer tout à fait l’ordre et l’élaboration. Des choses triviales, comme le développement des publicités sur nos panneaux d’affichage, les multiples intérêts des timbres postaux, le développement des journaux :  toutes les ephemera de nos vies, rassemblées au prisme de l’illustration ; et je me risquais à penser que plus elles étaient ordinaires, plus leur nouvelle disposition les rendaient fascinantes. 
En 1930, il fait la rencontre de Constance Meade, arrière petite-fille de Thomas Percy, l'évêque de Dromore, qui l'entretient de certains « vieux papiers » qu'elle souhaiterait laisser à sa garde. Un inventaire de ceux-ci menés plus tard dans l'année par Johnson et le professeur D. Nichol Smith au domicile de Meade, au 15 Eaton Terrace à Londres, renforce les liens entre elle et le collectionneur, et en 1931, Meade participe financièrement à la reconversion de la pièce anciennement assignée aux "Bible Printers to the University" (responsables de l'imprimerie des Bibles de l'université) en une salle d'archive pour les Presses Universitaires qui accueillera une partie de la collection de Johnson.  
Malgré sa collection extensive de près d'un million et demi d'items, Johnson développe une méthodologie de collecte basée sur les principes de rétrospection et de discernement. En effet, « pour lui, prendre du recul et ne collectionner que ce qui a survécu par hasard était fondamental » pour reprendre les mots de Julie-Anne Lambert. La collection est structurée autour de plusieurs grands thèmes : artistes, divertissement, enseignement, publicité, sport, presses artisanales pour n'en citer que quelques-uns, eux-mêmes répartis autour de près de 680 sujets.  
En 1968, la désormais dénommée Constance Meade Memorial Collection of Ephemeral Printing est transférée des Presses Universitaires d'Oxford à la Bibliothèque Bodléienne. Aujourd'hui connue sous le nom de John Johnson Collection, elle fait l'objet depuis 1993 d'un travail d'adressage et de catalogage mené par la Bibliothèque Bodléienne.  

## Lesephemeracomme sujet d’étude

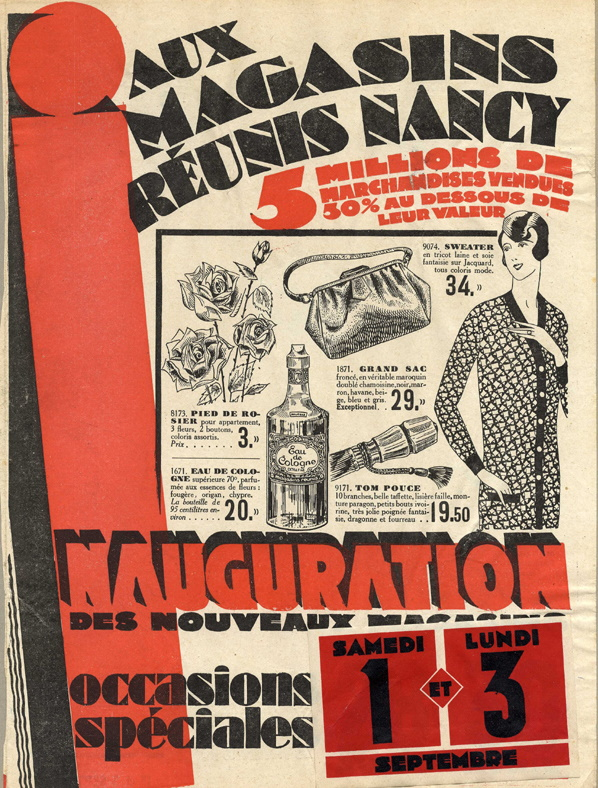
Catalogue de vente des Magasins Réunis de Nancy aux graphismes bichromes marqués, datant d'après 1926.

Les ephemera ont tout d’abord été étudiés dans le cadre d’une histoire de l’impression, du graphisme ou de la publicité. Néanmoins, leur intérêt ne relève pas seulement de considérations techniques, et ceux-ci peuvent également être étudiés « dans la perspective plus globale d’une histoire sociale ». Ainsi, pour John Lewis, « toutes ces impressions jetables [sont] un miroir bien plus fidèle de l’époque que ne [le sont] les produits de l’imprimeur de livres ». Olivier Belin et Florence Ferran soulignent, quant à eux, que « l’éphémère est une mémoire d’autant plus précieuse qu’elle est involontaire ».

## Lesephemeradans la production artistique

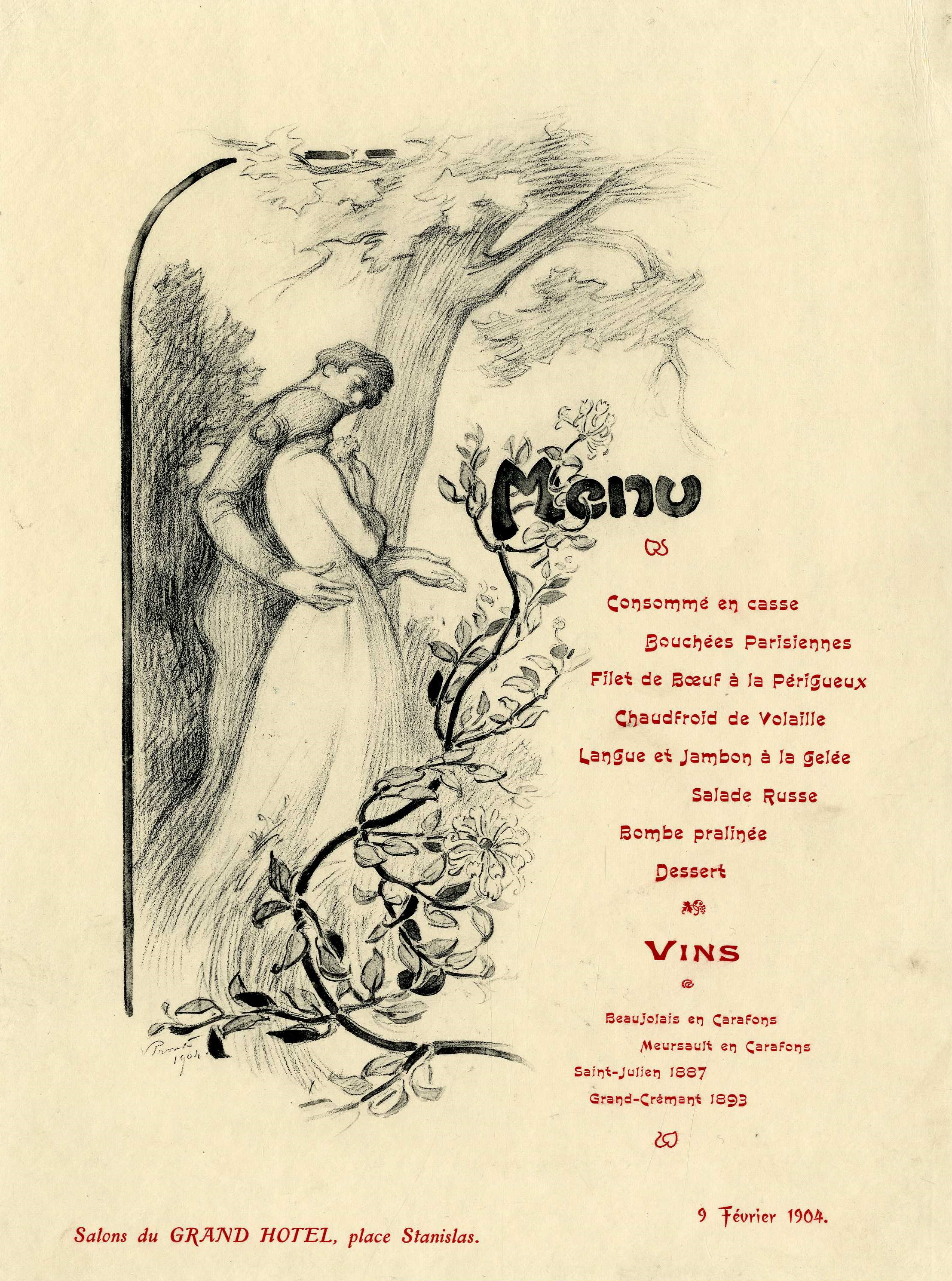
Menu de mariage de 1905 illustré et signé par Victor Prouvé, représentant un couple enlacé près d'un arbre.

Les ephemera, au-delà de leurs simples vertus documentaires, sont également dignes d’intérêt de par leurs qualités visuelles, comme le souligne Pierre Véber. Ils n’ont néanmoins reçu qu’une « attention timide et tardive » de la part de l’histoire de l'art, du fait de leur appartenance l’imagerie populaire.
L’affiche illustrée jouit cependant d’une attention particulière en tant que support artistique. Elle constitue, en effet, un moyen d’expression particulier pour les artistes, de par sa grande popularité et son important potentiel esthétique.
Au début du XXe siècle, illustrer des ephemera était ainsi une pratique fréquente pour de nombreux artistes, la large diffusion de ces supports à priori anodins leur assurant une forme d’auto-promotion.